# Distretto di Špola
Il distretto di Špola (in ucraino Шполянський район?) era un distretto (rajon) dell'Ucraina, situato nell'oblast' di Čerkasy. Il suo capoluogo era Špola. È stato soppresso con la riforma amministrativa del 2020.